# Banmujer
Banmujer (другое название Banco de Desarrollo de la Mujer (рус. Женский банк развития)) — венесуэльский банк, предоставляющий финансовые услуги женскому населению страны — как правило, это микрокредиты, выдаваемые группе из девяти женщин.

## История
О начале проекта заявил в Международный женский день 2001 года президент Венесуэлы Уго Чавес. Возглавила банк экономист Нора Кастанеда. 13 сентября Banmujer выдал свой первый кредит.
Политика банка — предоставление небольших кредитов (в среднем, от 260 до 520 долларов США) группам из девяти женщин под небольшой процент (до 6%). С помощью таких займов женщины открывают небольшой бизнес, например пекарню или парикмахерскую. В отличие от других банков, Banmujer не имеет региональных представительств — банк нанимает женщин, которые ездят по бедным районам Венесуэлы и рассказывают местным жителям об их услугах. К середине 2012 года Banmujer выдал около 150 тысяч займов на сумму в 10,7 миллионов долларов. Несмотря на то, что услуги банка направлены прежде всего на женщин, 10% от вкладов были выданы мужчинам. 
Помимо оказания финансовых услуг, Banmujer также занимается некоммерческой деятельностью. Банк проводит курсы экономической грамотности, учит как правильно распорядиться полученным займом.
Банк часто критикуется аналитиками, которые считают проект сильно убыточным. Так, процент невыплат по кредитам за первый год существования Banmujer составил 41%, а через несколько лет хотя и снизился (26%), всё равно остался высоким.